# 岡山県道436号布寄下原線
岡山県道436号布寄下原線（おかやまけんどう436ごう ふよりしもはらせん）は、岡山県高梁市を通る一般県道である。

## 概要
高梁市成羽町長地と高梁市成羽町成羽を結ぶ。

### 路線データ
- 起点：岡山県高梁市成羽町長地（岡山県道435号宇治長屋線交点）
- 終点：岡山県高梁市成羽町成羽（岡山県道300号宇治下原線交点）

## 地理

### 通過する自治体
- 岡山県
  - 高梁市

### 交差する道路
| 交差する道路            | 交差する場所 | 交差する場所 |
| ----------------------- | ------------ | ------------ |
| 岡山県道435号宇治長屋線 | 成羽町長地   | 起点         |
| 岡山県道300号宇治下原線 | 成羽町成羽   | 終点         |

### 沿線
- なりわ運動公園